# Centronycteris centralis
Centronycteris centralis — є одним з видів мішкокрилих кажанів родини Emballonuridae.

## Поширення
Країни поширення: Беліз, Болівія, Колумбія, Коста-Рика, Еквадор, Гватемала, Гондурас, Мексика, Нікарагуа, Панама, Перу, Венесуела. Знайдено між 0-500 м над рівнем моря. Населяє зрілі ліси, напів-листяні ліси і вторинні ліси; прагне спочивати у дуплах і на стовбурах дерев.

## Загрози та охорона
Загрозою є збезлісення. Цей вид зустрічається в деяких охоронних районах.